# Элефантина
Абу (транслит. егип. ȝbw); Элефантина (араб. جزيرة الفنتين‎, др.-греч. Ἐλεφαντίνη, лат. Elephantine) — название острова с одноимённым древним (ранее III тыс. до н. э.) городом на реке Нил после первых порогов. Ныне остров называется Гезирет-Асуан (араб. جزيرة أسوان‎) и находится в черте современного египетского города Асуана. Протяжённость острова с севера на юг — 1200 м, с запада на восток в самом широком месте — около 400 м.
В династический период Древнего Египта был столицей нома Та-сети, лежащего на границе с Нубией (др.-греч. Эфиопия).

## Название
Древнегреческое имя города «Элефантина» (др.-греч. Ἐλεφαντίνη) восходит к переводу древнеегипетского названия острова и города — «Абу» (транслит. егип.  ȝbw), означавшего одновременно и слона, и слоновую кость; также перевод в значении «место торга слоновой костью». Это было связано с развитым здесь в древности рынком, хранением и транзитом слоновой кости (собирательное название товара к которому относили клыки кабана, бегемота, ископаемые бивни мамонта и особенно бивни слона).
- варианты иероглифического написания названия города:

1. | G1 | D58 | E26 | G43 | W7 | N25 | 2. | E26 | N25 | 3. | W7 · N25 | W8 · O49 |

- коптское написание названия города:

Современное арабское название острова Гезирет-Асуан (араб. جزيرة أسوان‎). Вариант транскрибирования арабского названия острова по ЭСБЭ — Джезирэ-Ассуан, существует также изредка употребляемое название — Джезирээс Сагер («остров цветов»).

## История
В период правления I—II династий (XXX-XXVIII вв. до н. э.) на юго-восточной оконечности острова Элефантина египтянами основывается крепость «Открытые врата», для расширения экспансии на юг. Обнаруженные археологами остатки древних жилищ доисторических эпох подтверждают, что люди селились на этом месте и ранее этого периода.
В административном устройстве Древнего Египта Элефантина относилась к I-му ному Верхнего Египта — Та-сети, и была его столицей в Династический период. В эпоху Нового царства (XVI—XI вв. до н. э.) город подчиняется нубийскому наместнику, и возвращается под власть египтян с приходом к власти саисской династии (правила VII—VI вв. до н. э.).
В 653—621 гг. до н. э. произошёл массовый исход «асмах» стоящих пограничным гарнизоном в Элефантине. Причиной послужило то, что при фараоне Псамметихе I в течение трёх лет гарнизон не сменялся, это вызвало его недовольство и переселение в Куш, под власть кушитского царя.
Известно, что во времена Ахеменидского владычества (528—332 гг. до н. э.) в городе находился персидский гарнизон. В VI в. до н. э. на Элефантине существовало еврейское поселение, имевшем собственный храм, посвящённый Яхве. В 411 году до н. э. храм был разрушен египетскими жрецами. Жизнь еврейской общины задокументирована в дошедших до нашего времени Элефантинских папирусах.
С приходом к власти Птолемеев, в Эллинистический период, столицей нома становится расположенный севернее Небит (Небут, греч. Омбос), и Элефантина становится окраинным пограничным городом.

## Хозяйствование
В древнеегипетском государстве Элефантина располагалась на южной пограничной окраине. Островное местоположение города служило превосходной защитой, а также было естественным перевалочным пунктом для речных торговых экспедиций. Здесь проходили сухопутные и водные пути из Центральной Африки и Нубии в Египет, что позволило развить рынок слоновой кости, эбенового дерева, золота и редких минералов, которыми были богаты южные области.
Часто для преодоления порогов товары провозили по суше (по правому берегу). В эпоху Среднего царства (XXI—XIX вв. до н. э.) от местности напротив острова Филы до расположенной напротив острова Элефантины Сиены вела дорога, защищённая многокилометровой кирпичной стеной и имеющая охрану для торговых караванов. Сиена на восточном берегу Нила была больше поселением для рабочих и ремесленников, в противоположность Элефантине — резиденции и культовому центру. Впоследствии, в римское время, эти два поселения были связаны каменным мостом и фактически представляли один город.
Помимо торговли эта местность известна добычей гранита, который в больших объёмах поставлялся вниз по Нилу, для строительных работ, изготовления монолитных саркофагов и обелисков. В Сиене гранитные карьеры, добыча в которых велась со времён Древнего царства, эксплуатировались с различной интенсивностью вплоть до византийских времён.

## Религия
В Элефантине почитали Хнума, бараноголового бога-демиурга, который был владыкой порогов. Кроме него поклонялись его жене Сатис (Сатет), являвшуюся обожествлением разливов Нила и их дочери Анукис (Анукет). Вместе они составляли так называемую Элефантинскую триаду.
Геродот пересказывает рассказ писца храма богини Нейт, связанный с этой областью, по которому между Сиеной и островом Элефантина, около двух гор Крофи и Мофи, находятся два истока Нила, один исток направляет воды на север, а другой на юг. Вероятно, это неточный пересказ древнеегипетского предания, связанного с культом Хапи, по которому это божество реки жило в пещере у первых порогов и регулировало разливы Нила, подобное сказание есть в египетских текстах пирамид.

## Постройки
Самым древним сохранившимся до наших дней сооружением Элефантины является храм Сатет, фазы строительства которого можно проследить вплоть до периода, непосредственно предшествующего времени I династии. К числу наиболее древних памятников относятся также ступенчатая пирамида из гранитных блоков времён III династии и маленькое святилище Среднего царства, посвящённое обожествлённому Хекаибу, номарху Элефантины времён VI династии. Сохранились также остатки городской стены времён I династии и участки жилых кварталов города различных эпох.
Древнейшие фрагменты храма Хнума датируются временем Среднего царства. На самой южной оконечности острова находятся руины более позднего храма, воздвигнутого Нектанебом II (XXX династия).
Здесь находится и один из старейших ниломеров Египта, в последний раз реконструировавшийся римлянами и использовавшийся до конца XIX столетия. Девяносто ступеней, ведущие вниз к реке, пронумерованы арабскими и римскими цифрами, а также египетскими числовыми иероглифами.
Вплоть до начала XIX века остров украшали храмы Тутмоса III и Аменхотепа III (XVIII династия), относительно неповреждённые до этого времени — однако в 1822 году по приказу турецкого правительства они были разрушены, а затем и разграблены турецкими губернаторами. Единственное свидетельство, оставшееся от храма Аменхотепа — зарисовки Виван-Денона, выполненные во время Египетской кампании Бонапарта.
Ко времени правления Тутмоса III относятся фрагменты так называемого календаря из Элефантины. В ходе раскопок, проводившихся на острове Немецким археологическим институтом, на свет были извлечены многочисленные находки, в том числе мумия священного барана Хнума и предметы, датирующиеся додинастическим периодом. Эти экспонаты выставлены в находящемся здесь местном музее.

## Элефантинские папирусы
Результатом раскопок начала XX века стала находка так называемых элефантинских папирусов — многочисленных юридических документов и писем на арамейском языке. Из них следует, что в Элефантине в персидское время находилась иудейская колония. Евреи имели здесь собственный храм, в котором наряду с Яхве почитались также богини Анат и Бетель. Члены еврейской общины Элефантины переписывалась как с духовенством в Иерусалиме, так и с правителями Иудеи и Самарии. Эта колония была основана как поселение еврейских солдат, вероятно, около 650 г. до н. э. во время правления иудейского царя Манассии, чтобы поддержать фараона Псаметтиха I в его нубийском походе. Документы охватывают период с 495 по 399 г. до н. э.

## Интересные факты
- Зимой 524/523 года до н. э. персидский царь Камбис II, после завоевания Египта, совершил бесславный поход на Куш (греч. Эфиопия). Перед этим предприятием он посылал к кушитскому царю посольство, состоящее из жителей Элефантины, которых Геродот называет ихтиофагами[11]. Эти жители знали кушитский язык и под видом послов выполняли роль соглядатаев Камбиса[12].
- Античные авторы, описывая судоходство по Нилу, ограничивали его Элефантиной в связи с естественной преградой — первыми нильскими порогами. Плиний Старший упоминает о сборке на острове Элефантина нубийцами специальных складных кораблей, которые для преодоления порогов разбирали и переносили на плечах, доказывая таким образом, что судоходство на малых судах было возможно и выше по Нилу[13].
- Плутарх сообщает, что у Элефантины бывает самый большой разлив Нила в Египте, и вода может подниматься на 28 локтей (около 13 метров)[14].

### Сноски
1. ↑  Поскольку фонетика египетского языка изучена плохо, транскрибирование египетских слов возможно лишь в теории, которая с течением времени развивается и обновляется, что приводит к разным вариантам прочтения.
2. ↑  Использована система транслитерации Дж. П. Аллена (англ. J. P. Allen).
3. ↑  Ниже по течению.
4. ↑  Транскрибирование названия острова согласно топокарте 1972 года.